# 1911 en sport
Cet article présente les faits marquants de l'année 1911 en sport.

## Athlétisme
- 30 mai : l'Américain d'origine irlandaise Daniel Ahearn établit un nouveau record du monde du triple saut en sautant à 15,52 m. Ce record tiendra 20 ans.

## Automobile
- Première édition du Rallye automobile Monte-Carlo. Le Français Henri Rougier remporte le rallye sur une Turcat-Mery.
- 30 mai : première édition des 500 miles d'Indianapolis, sur l'Indianapolis Motor Speedway, remportée par Ray Harroun, à la moyenne de 120,060 km/h..

## Baseball
- Les Athletics de Philadelphie remportent la Série mondiale face aux Giants de New York
- Ty Cobb frappe 0,420 et établit le record de la Ligue américaine.
- Le prix pour le meilleur joueur des ligues majeures est introduit. Wildfire Schulte et Ty Cobb sont les premiers gagnants.

## Boxe
- Révélation du boxeur Georges Carpentier (17 ans).

## Cricket
- Le Warwickshire est champion d’Angleterre.
- New South Wales gagne le championnat australien, le Sheffield Shield.
- Le Natal gagne le championnat sud-africain, la Currie Cup.

## Cyclisme
- Le Français Octave Lapize s'impose dans le Paris-Roubaix.
- 12 juin : le Belge Joseph Van Daele s'impose dans Liège-Bastogne-Liège.
- Tour de France (2 juillet au 30 juillet) : Gustave Garrigou remporte le Tour devant Paul Duboc et Émile Georget.
  - Article détaillé : Tour de France 1911

## Football
- Glasgow Rangers est champion d’Écosse.
- Manchester United champion d’Angleterre.
- Linfield FAC champion d'Irlande.
- Sporting Club est champion du Luxembourg.
- 15 avril : Celtic FC gagne la Coupe d’Écosse en s’imposant en finale face à Hamilton Academical FC, 2-1.
- 15 avril : Athletic Bilbao remporte la Coupe d’Espagne face à l’Espanyol Barcelone, 3-1.
- 1er mai : à Marseille (Stade de l'Huveaune), le Stade helvétique de Marseille est champion de France USFSA en s'imposant 3-2 face au Racing club de France.
- 4 juin : Viktoria Berlin champion d’Allemagne après sa victoire 3-1 en finale nationale face au VfB Leipzig.
- 11 juin : Young Boys de Berne remporte le Championnat de Suisse.
- 11 juin : le CA Paris est champion de France CFI en remportant le Trophée de France face à l'Étoile des Deux Lacs (1-0).
- Reforma AC champion du Mexique.
- Modification majeure du règlement concernant les gardiens de but. Ces derniers ne pourront désormais faire usage de leurs mains seulement dans leur surface de réparation.
- 29 octobre : Sao Paulo AC champion de l'État de Sao Paulo (Brésil).
- 26 novembre : Alumni est champion d'Argentine après un match de barrage face Porteno.

## Football canadien
- Coupe Grey : Université de Toronto 14, Argonauts de Toronto 7

## Golf
- Le Britannique Harry Vardon remporte le British Open
- L’Américain John McDermott remporte l’US Open

## Hockey sur gazon
- Création du Servette Hockey Club

## Hockey sur glace
- Club des patineurs de Lausanne remporte le championnat de Suisse.
- Les Silver Seven d'Ottawa remportent la Coupe Stanley.
- La Bohême remporte le championnat d'Europe.

## Rink hockey
- Première édition du Championnat de France remportée par le HC Orléans

## Joute nautique
- Louis Vaillé (dit lou mouton) remporte le Grand Prix de la Saint-Louis à Cette.

## Rugby à XIII
- Broughton Rangers remporte la Challenge Cup anglaise.
- Oldham est champion d’Angleterre.
- Eastern Suburbs remporte la Winfield Cup, championnat d’Australie.

## Rugby à XV
- 2 janvier : match d'ouverture du Tournoi ; la France reçoit l’Écosse au stade de Colombes et remporte sa première victoire internationale.
- Stade bordelais UC champion de France.
- 11 mars : le pays de Galles remporte le Tournoi des Cinq Nations en gagnant son quatrième match, signant par là un Grand chelem.
- 25 mars : l'équipe de France se rend à Cork pour affronter l'Irlande dans la dernière journée du Tournoi.
- Le Devon est champion d’Angleterre des comtés.
- Le Griqualand West remporte le championnat d’Afrique du Sud des provinces, la Currie Cup.
- Marcel Michelin fonde l'Association sportive Michelin (rugby, cross-country et football), future Association Sportive Montferrandaise.

## Tennis
- 21e édition du championnat de France :
  - Le Français André Gobert s’impose en simple hommes.
  - La Française Jeanne Matthey s’impose en simple femmes.
- 35e édition du Tournoi de Wimbledon :
  - Le Néo-Zélandais Anthony Wilding s’impose en simple hommes.
  - La Britannique Dorothea Douglass Chambers en simple femmes.
- 31e édition du championnat des États-Unis :
  - L’Américain Bill Larned s’impose en simple hommes.
  - L’Américaine Hazel Hotchkiss s’impose en simple femmes.
- L’Australie remporte la Coupe Davis face aux États-Unis (5-0).

## Voile
- Création de l'Union des Sociétés Nautiques de la Côte d'Emeraude.

## Water-polo
- La FINA adopte les règlements officiels du water-polo en s’inspirant du style de jeu des Écossais.

## Naissances
- 5 janvier : Louis Aimar, coureur cycliste français. († 14 septembre 2005).
- 19 février : Bill Bowerman, entraîneur d'athlétisme américain, inventeur de la chaussure de course moderne et cofondateur de la société Nike. († 25 décembre 1999).
- 1er avril : Fauja Singh, athlète britannique supercentenaire. († 14 juillet 2025).
- 12 juin : Doris Metaxa, joueuse de tennis française. († 7 septembre 2007).
- 22 juin : Marie Braun, nageuse néerlandaise, qui fut championne olympique sur 100m dos (1928). († 23 juin 1982).
- 24 juin : Juan Manuel Fangio, pilote automobile argentin, cinq fois champion du monde de Formule 1, en 1951, 1954, 1955, 1956 et 1957. († 17 juillet 1995).
- 23 août : Birger Ruud, saut à ski norvégien (13 juin 1998).
- 21 septembre : Juan Carlos Zabala, athlète argentin (24 janvier 1983).
- 28 septembre : Ellsworth Vines, joueur américain de tennis. († 17 mars 1994).
- 12 octobre : Félix Lévitan, journaliste sportif français et directeur du Tour de France de 1962 à 1986. († 18 février 2007).
- 18 octobre : Victor Young Pérez, boxeur français.
- 1er décembre : Franz Binder, footballeur autrichien (24 avril 1989).